# Rowland George
Rowland David George (DSO) (OBE) (født 15. januar 1905 i Bath, død 9. september 1997 i Henley-on-Thames) var en engelsk roer og olympisk guldvinder, født i Bath.
George begyndte at ro, da han kom på Oxford University i 1922, hvor han stillede op for Lincoln College. Efter universitetet arbejdede han i Bristol i et firma, der forhandlede trykkeri- og pakkemaskiner, og han havde i den forbindelse ikke tid til at ro. Det ændrede sig, da han blev overflyttet til London, hvor han i 1930 meldte sig ind i Thames Rowing Club, og han blev hurtigt en af Storbritanniens bedste roere. Han var med i klubbens otter, der akkurat ikke vandt ved Henley-regattaen i 1931 og 1932. Bedre gik det i firer uden styrmand, hvor han var med til at vinde løb ved stævnet begge årene.
Ved OL 1932 i Los Angeles stillede briterne med fireren uden styrmand, som vandt i Henley samme år, og som foruden George bestod af Jack Beresford, Felix Badcock og Hugh Edwards. Denne besætning vandt sit indledende heat sikkert, inden de ligeledes vandt finalen klart foran Tyskland, der fik sølv, og Italien med bronze.
Under 2. verdenskrig var George pilot i Royal Air Force og deltog i adskillige store slag under krigen, herunder invasionen af Sicilien og den britiske invasion af Fransk Nordafrika. Han blev tildelt Order of the British Empire i 1943 og militærordenen Distinguished Service Order i 1944.

## OL-medaljer
- 1932:  Guld i firer uden styrmand